# Марђинени (Валча)
Марђинени (рум. Mărgineni) насеље је у Румунији у округу Валча у општини Ваља Маре. Oпштина се налази на надморској висини од 263 m.

## Становништво
Према подацима из 2002. године у насељу је живело 510 становника, од којих су сви румунске националности.